# Museo del Císter
El Museo del Císter, también llamado Museo Sacro del Císter está ubicado en la ciudad de Málaga, España. Está situado en la calle Císter, junto a la abadía de Santa Ana y a los jardines de la Catedral.
El museo fue inaugurado en 2007. Se sitúa en el convento cisterciense, al lado de la iglesia de dicha orden y consta de 4 salas:
- 1.ª Historia del cister
- 2.ª El barroco
- 3.ª El inicio y la clausura
- 4.ª Entre la vida y la muerte

En sus salas se encuentran obras de Pedro de Mena y Andrés Hermosilla, entre otros autores de los talleres malagueño, antequerano y granadino.
Las obras más importantes son el Ece Homo y La Dolorosa, ambas obras de Pedro de Mena y Medrano, del siglo XVII. Llama la atención su exquisito tratamiento de los ropajes y los pliegues de las túnicas, además de la expresión que le da a la cara.
Visitas: de lunes a viernes de 10.30 a 14.00. Sábados de 11.30 a 14.00.